# سیارک ۱۲۵۶۵
سیارک ۱۲۵۶۵ (به انگلیسی: 12565 Khege، نامگذاری:1998SV53) دوازده هزار و پانصد و شصت و پنجمین سیارک کشف شده‌است که در ۱۶ سپتامبر ۱۹۹۸ کشف شد.
قدر مطلق سیارک برابر ۲۹.۵ است.